# San Mateo Yoloxochitlán
San Mateo Yoloxochitlán (del náhuatl: yoloxochitl, tlan ‘flor de corazón, lugar’‘Lugar de la flor de corazón’) es una localidad del estado mexicano de Oaxaca. Es cabecera del municipio de Municipio de San Mateo Yoloxochitlán.

## Historia
En la época prehispánica la región y el pueblo asentada en ella tenían el nombre de Tlilhuaca (del náhuatl: Lugar que tiene a Titlacahuan), el cual hacía referencia a Titlacahuan, uno de los nombres del dios Tezcatlipoca, creador del cielo y la tierra en la teología mexica. Fue bautizado en honor a una deidad debido a que fungía como centro religioso de la región. El lugar fue panteón de la nobleza mazateca, a cuya cultura pertenecía la población, pese a seguir los ritos religiosos mexicas.
Por otra parte, este pueblo pertenecía a la cultura mazateca y aun cuando en lo religioso seguía los ritos de la cultura mexica no estaba del todo sujeto a Tenochtitlán, toda vez que sus tributos los rendía a Teotitlán; fue también, por su carácter de centro religioso, panteón de la nobleza mazateca, como así lo atestiguan las ruinas del cementerio que aún perduran en lo alto de su cumbre a manera de santuario o de atalaya desde la cual se domina a toda la comarca.
Después de tanto trámite, se logró el dictamen correspondiente a la modificación del nombre del municipio, antes San Mateo Eloxochitlán y a partir del año de 1984 San Mateo Yoloxochitlán.
En 1521 el lugar fue refundado y rebautizado como San Mateo Tlaltihuacan, posteriormente fue denominado San Mateo Huautla y finalmente como San Mateo Yoloxochitlán (del náhuatl: Lugar de la flor de corazón), en referencia a un árbol de la demarcación en torno al cual existen varias leyendas. Por un error ortográfico al momento de registrar el nombre, el municipio fue nombrado San Mateo Eloxochitlán (del náhuatl: Lugar de la flor de elote), desde el periodo del presidente municipal Patricio Pereda García entre 1954 y 1956, fue solicitado al congreso del estado el cambio de nombre para corregir el error, pero fue hasta 1985, durante el mandato del presidente municipal Isidoro Arrazola Ramírez que fue concedido el rebautizo. Para conmemorar el evento fue organizada una festividad que ha sido celebrada anualmente en el tercer sábado de abril.
Para tal caso un grupo de personas se reunieron en el domicilio del C. Venancio Pereda Prado, para acordar la celebración de la fiesta del árbol Yoloxóchitl, habiendo determinado que se celebrará el tercer sábado de cada año en el mes de abril, dando inicio esta festividad en 1985 por haberse dado el cambio de apellido del pueblo; hubo necesidad de renovar todos los sellos para la cancelación o valorización de todos los documentos oficiales mismos que se estrenaron en este lugar en el primer festival de abril "Yoloxóchitl 85", en este primer evento estuvo presente el teniente coronel Rodolfo Linares González, quien fuera candidato a diputado federal en aquel entonces y quien fungió como padrino de inauguración.
De esos días a la fecha y en cada período municipal se han venido realizando año con año las festividades y celebraciones correspondientes a esta fecha que ha sido denominada feria de Yoloxochitlán.
En abril de 2013 varios pobladores se manifestaron en contra del presidente municipal, Jerónimo Prado Valencia, y tomaron el Palacio municipal, acusando de desfalco y de irregularidades en el segundo informe de gobierno de Prado Valencia.

## Reseña Histórica del árbol Yoloxochitl
Se han recopilado datos a cerca del árbol Yoloxóchitl con las personas más ancianas de la población de San Mateo; la mayoría coinciden en que el árbol de Yoloxóchitl, que se desprende del vocablo en lengua náhuatl y que quiere decir: "Flor de Corazón" y en vocablo mazateco, conocido como "Ya naxo tota", desde que la mayoría de ellos tuvieron uso de razón ya existía.
Cuentan que al platicar con sus antepasados saben que este árbol es histórico por varios acontecimientos que han sucedido en torno a él, uno de ellos y que es muy remarcado es la llegada de los franceses después de la batalla de puebla en 1862, en donde sufrieron una tremenda derrota y por lo que en desbandada de 1863 a 1864 un grupo de esta gente, al pasar por este pueblo acamparon a la sombra del citado árbol, pues para ellos fue un lugar paradisíaco, pues se encontraron el líquido preciado para mitigar su sed, porque hace muchos años al pie de este había una laguna de la que todos los habitantes del pueblo de aquella remota época se surtían de agua en este lugar.
Cabe destacar que en dicho manantial o laguna existía un ser desconocido quien era el que cuidaba del agua, pues se hace notar que todo aquel que se abasteciera de agua tenía que hacerlo con toda limpieza necesaria, pues según los ancianos que narran esta historia, mito o versión, todo aquel que no cumpliera con las normas establecidas o se le ocurriera lavarse los pies, las manos o bañarse en este lugar, desaparecía no volviendo a saberse de él o de ella jamás, solo se sabe que servía de alimento a los guardias que hasta la fecha siguen cuidando de él.
Después de varios acontecimientos de esta naturaleza todos los que conforman en consejo de ancianos de aquella época, decidieron tapar la entrada del manantial por lo que ahora vemos una roca grande al costado del árbol, misma que sirve de tapón a la entrada del manantial y con el paso del tiempo sus aguas aparecieron nuevamente más abajo. En la época presidencial del C. Leobardo Pereda García, hombre de carácter fuerte y decisivo ordenó la construcción de un tanque de almacenamiento para la conservación del agua.
Con todo lo anterior narrado no quiere decir que el lugar sea encantado, se debe considerar como una mitología propia del pueblo de San Mateo; hasta la fecha y aunque han pasado muchos años, aún se tiene la creencia de que en las copas de este árbol decadente que en sus tiempos hermosos adornaran este lugar con una gran sombra y que en momentos de chascarrillos hubo quien lo llamara kincong, existe una serpiente que es la que cuida de él, misma que, mientras nadie la ofenda no causa daño alguno.
Esta serpiente no se deja ver con cualquiera, tiene su propia época y va de acuerdo con las fases de la luna; algunos cuentan haberla visto solo en los días de luna llena, misma que resplandece por sus variados colores; además aquí hacen sus nidos los búhos y los gavilanes que son los que se encargan de alimentar al reptil según cuentan.
Esto desde hace mucho tiempo a estado descuidado pero a pesar de esto y de las maldades que ha sufrido por propios, extraños y por la naturaleza misma, aún se conserva una pequeña parte, pues considerando que este árbol es una reliquia que aun le queda al pueblo de San Mateo Yoloxochitlán, todos los habitantes le guardan respeto muy merecido y a pesar de haberse tapado la entrada a la laguna que se encontraba a sus pies, no desapareció este manantial, puesto que aun existe y actualmente es conocido como agua grande, del que hasta la fecha consumen todos.

## Escudo
En el dibujo que semeja a un corazón el cual se divide en su interior en tres partes, la simbología del escudo es la siguiente: sobre el campo azul se perfila la figura del árbol de "Yoloxóchitl", ejemplar único en la región por su antigüedad y por el que en su honor el municipio lleva su nombre, como apellido "Yoloxochitlán" o lugar de la flor del corazón.
A sus pies el manantial que brota por debajo del árbol el cual hasta nuestros días sigue abasteciendo del vital líquido a gran parte de la población.
A un costado, el yunque representa a las herrerías de empleo rústico, características de este lugar, de las cuales se extraen herramientas de trabajo y de labranza. Por el otro, el caracol marino que llama cada lunes al tequio en las diferentes actividades realizadas en beneficio del pueblo.
En la parte superior, las dos estrellas representan a las dos congregaciones municipales con que cuenta el municipio, La Reforma y Boca del Río. Abajo, están representadas las ruinas arqueológicas y que se ubican en el cerro llamado El Fortín en el lago poniente de la población.
Las dos armas cruzadas y la carrillera rodeándolas, representan a la brigada revolucionaria que combatió en la región a favor de la paz y el orden y particularmente en el municipio de San Mateo al mando del general Pantaleon Guizasola.
Formando un semicírculo, las dos ramas con 9 hojas cada una representan a los 18 municipios restantes de la sierra mazateca alta los que rodean al municipio y con los cuales se mantienen y comparten relaciones. A los pies de este, en oro el nombre del municipio "San Mateo Yoloxochitlán, Oaxaca". Corona el escudo un lienzo tricolor con el lema "Unidad, Paz, Progreso", preceptos valiosos para el buen desarrollo de todos los pueblos. El autor de este escudo municipal es el ciudadano Gaspar Guizasola Montalvo, el cual se tomó como tal en 1997.